# مونتي جونسون
مونتي جونسون (بالإنجليزية: Monte Johnson)‏ هو لاعب كرة قدم أمريكية أمريكي، ولد في 26 أكتوبر 1951 في دنفر في الولايات المتحدة.

## وصلات خارجية
- مونتي جونسون على موقع مرجع كرة القدم المحترفة.كوم (الإنجليزية)